# Hainersdorf
Hainersdorf  är en ort i  kommunen Großwilfersdorf i Österrike. Den ligger i distriktet Hartberg-Fürstenfeld i förbundslandet Steiermark.
Hainersdorf var tidigare en självständig kommun, men blev den 1 januari 2015 en del av kommunen Großwilfersdorf. Kommunen bestod av tre orter (Ortschaften) (inom parentes invånarantal 1 januari 2024):
- Hainersdorf (286)
- Obgrün (137)
- Riegersdorf (240)